# Première circonscription de la préfecture de Kumamoto
La première circonscription de la préfecture de Kumamoto (熊本県第1区, Kumamoto-ken dai-ikku) est l'une des quatre circonscriptions législatives que compte la préfecture de Kumamoto au Japon. Cette circonscription comptait 421 917 électeurs en date du 1er septembre 2021.

## Description géographique
La première circonscription de la préfecture de Kumamoto correspond aux arrondissements de Chūō, Higashi et Kita de la ville de Kumamoto.

## Députés
| Législature | Début de mandat | Fin de mandat | Député élu            |  | Parti politique |
| ----------- | --------------- | ------------- | --------------------- |  | --------------- |
| 41e         | 1996            | 1998          | Morihiro Hosokawa     |  | NFP             |
| 41e         | 1998            | 2000          | Eiichi Iwashita (ja)  |  | PLD             |
| 42e         | 2000            | 2003          | Yorihisa Matsuno (ja) |  | PDJ             |
| 43e         | 2003            | 2005          | Yorihisa Matsuno (ja) |  | PDJ             |
| 44e         | 2005            | 2009          | Yorihisa Matsuno (ja) |  | PDJ             |
| 45e         | 2009            | 2012          | Yorihisa Matsuno (ja) |  | PDJ             |
| 46e         | 2012            | 2014          | Minoru Kihara (ja)    |  | PLD             |
| 47e         | 2014            | 2017          | Minoru Kihara (ja)    |  | PLD             |
| 48e         | 2017            | 2021          | Minoru Kihara (ja)    |  | PLD             |
| 49e         | 2021            | -             | Minoru Kihara (ja)    |  | PLD             |